# Bob na Zimskih olimpijskih igrah 1988
Bob na Zimskih olimpijskih igrah 1988.

## Rezultati

### Dvosed
| Poz | Ekipa                                              | Čas     |
| --- | -------------------------------------------------- | ------- |
| 1   | Sovjetska zveza I (Janis Kipurs, Vladimir Koslov)  | 3:53,48 |
| 2   | Vzhodna Nemčija I (Wolfgang Hoppe, Bogdan Musiol)  | 3:54,19 |
| 3   | Vzhodna Nemčija II (Bernhard Lehmann, Mario Hoyer) | 3:54,64 |

### Štirised
| Poz | Ekipa                                                                               | Čas     |
| --- | ----------------------------------------------------------------------------------- | ------- |
| 1   | Švica I (Ekkehard Fasser, Kurt Meier, Marcel Fässler, Werner Stocker)               | 3:47,51 |
| 2   | Vzhodna Nemčija I (Wolfgang Hoppe, Dietmar Schauerhammer, Bogdan Musiol, Ingo Voge) | 3:47,58 |
| 3   | Sovjetska zveza II (Janis Kipurs, Guntis Osis, Juris Tone, Vladimir Koslov)         | 3:48,26 |